# جواد مسعودی
جواد مسعودی (۱۲۸۸ تهران – ۱۳۷۰ سوئیس) روزنامه‌نگار و نماینده مجلس شورای ملی بود.
جواد مسعودی برادر کوچکتر عباس مسعودی بنیانگذار و صاحب امتیاز روزنامه اطلاعات بود. در سال ۱۳۰۹ خورشیدی برای تحصیل به اروپا اعزام شد و به مدت ده سال در سوییس و بلژیک در رشته‌های اقتصاد و روزنامه‌نگاری تحصیل کرد. پس از بازگشت به ایران سردبیر روزنامه فرانسوی زبان ژورنال دو تهران شد که از مجموعه نشریات تحت مدیریت برادرش بود. 
جواد مسعودی در سال ۱۳۲۲ به نمایندگی دماوند در مجلس شورای ملی انتخاب شد (دوره چهاردهم) و همراه برادرش عباس مسعودی که به نمایندگی تهران انتخاب شده بود، به مجلس رفت. شکایات زیادی از انتخابات دماوند شد و با ورود مسعودی به مجلس به اعتبارنامه‌اش اعتراض شد. دکتر عبدالله معظمی نماینده خوانسار و گلپایگان وضع انتخابات دماوند را ناهنجار و مخدوش و مفتضح توصیف کرد و گفت که هم مسعودی و هم رقیبان او، شیخ‌الملک اورنگ و عبدالحسین نیک‌پور «فقط و فقط روی تطمیع و خرید و فروش رأی» انتخابات را پیش بردند و این سه «تا آنجا که توانستهاند در تطمیع مردم به حد اعلی کوشیدهاند، به حدی که انتخابات دماوند را در حقیقت به صورت حراج یک کالای بازرگانی درآوردهاند».
بنا بر شکایاتی که از دماوند شده بود، در این حوزه انتخابیه، رأی از پنج تا چهل تومان خریداری میشده، عده‌ای را از لواسانات برای رأی دادن و عده‌ای چاقوکش از تهران برده بودند و با اینکه همه این موارد گزارش شده و مسئولان از آن با خبر بودند، انتخابات ادامه یافته بود. 
حتی ابوالقاسم امینی نماینده رشت دوست صمیمی مسعودی که در دفاع از او در مجلس سخن گفت، اعمال فراقانونی را در انتخابات دماوند رد نکرد، اما گفت این انتخابات، مسابقه‌ای بوده که «هر که بیشتر نفس داشته است به مقصود رسیده» و مسعودی چون از همه جوانتر و نفسش بیشتر بوده، مسابقه را از دو «پهلوان» برده است. اعتبارنامه مسعودی سرانجام رأی آورد. 
جواد مسعودی در دوره شانزدهم نیز به نمایندگی تهران انتخاب شد. پس از پایان دوران نمایندگی‌اش به اروپا رفت و بیشتر در سوییس اقامت داشت. 
دختر جواد مسعودی عروس قوام‌السلطنه بود.